# Cecil Holland
Cecil Holland (Gravesend, 29 marzo 1887 – Los Angeles, 29 giugno 1973) è stato un attore e truccatore britannico che lavorò negli Stati Uniti fin dall'epoca del muto. Negli anni venti, trenta e quaranta intraprese la carriera di truccatore.

## Filmografia

### Attore
- The Golden Patch, regia di E.A. Martin - cortometraggio (1914)
- The Evil We Do, regia di E.A. Martin - cortometraggio (1914)
- On the Minute, regia E.A. Martin - cortometraggio (1914)
- Meller Drammer, regia di E.A. Martin - cortometraggio (1914)
- When a Woman's 40, regia di E.A. Martin - cortometraggio (1914)
- The Rajah's Vacation, regia di E.A. Martin - cortometraggio (1914)
- The Lion Hunter, regia di E.A. Martin - cortometraggio (1914)
- The Mystery of the Seven Chests, regia di E.A. Martin - cortometraggio (1914)
- The Millionaire Cabby, regia di E.A. Martin - cortometraggio (1915)
- Beautiful Belinda, regia di E.A. Martin - cortometraggio (1915)
- The Adventure Hunter, regia di E.A. Martin - cortometraggio (1915)
- The Scarlet Lady, regia di George Nichols - cortometraggio (1915)
- The Man with the Iron Heart, regia di George Nichols - cortometraggio (1915)
- The Flashlight, regia di Lloyd B. Carleton - cortometraggio (1915)
- The White Light of Publicity, regia di Lloyd B. Carleton - cortometraggio (1915)
- The Love of Loti San, regia di Lloyd B. Carleton - cortometraggio (1915)
- Sacred Tiger of Agra, regia di Lloyd B. Carleton - cortometraggio (1915)
- The Manicure Girl, regia di Burton L. King - cortometraggio (1916)
- Spooks, regia di Marshall Neilan - cortometraggio (1916)
- The Beauty Hunters, regia di William Robert Daly - cortometraggio (1916)
- The Prince Chap, regia di Marshall Neilan (1916)
- The Crisis, regia di Colin Campbell (1916)
- The Garden of Allah, regia di Colin Campbell (1916)
- His Sweetheart, regia di Donald Crisp (1917)
- L'odio del rajah (Each to His Kind), regia di Edward J. Le Saint (1917)
- Melting Millions, regia di Otis Turner (1917)
- The Lad and the Lion, regia di Alfred E. Green (1917)
- The City of Purple Dreams, regia di Colin Campbel (1918)
- The Great Impersonation, regia di George Melford (1921)
- Il mozzo dell'Albatros (Moran of the Lady Letty), regia di George Melford (1922)
- Penrod, regia di Marshall Neilan (1922)
- La donna che vinse il destino (The Woman Who Walked Alone), regia di George Melford (1922)
- Sabbie ardenti (Burning Sands), regia di George Melford (1922)
- The Bishop of the Ozarks, regia di Finis Fox (1923)
- The Girl of the Golden West, regia di Edwin Carewe (1923)
- The Rendezvous, regia di Marshall Neilan (1923)
- La spada della legge (Name the Man), regia di Victor Sjöström (1924)
- Il corvo (The Blackbird) , regia di Tod Browning (1926)
- Il padiglione delle meraviglie (The Show), regia di Tod Browning (1927)

### Truccatore
- Go and Get It, regia di Marshall Neilan, Henry Roberts Symonds (1920)
- Un mondo perduto (The Lost World), regia di Harry O. Hoyt (1925)
- Il principe studente (The Student Prince in Old Heidelberg)
- La via del male (Street of Sin), regia di Ludwig Berger, Lothar Mendes, Mauritz Stiller e Josef von Sternberg
- Il figlio dell'India ( Son of India), regia di Jacques Feyder (1931)
- Il fallo di Madelon Claudet (The Sin of Madelon Claudet), regia di Edgar Selwyn (1931)
- Grand Hotel, regia di Edmund Goulding (1932)
- La maschera di Fu Manciu (The Mask of Fu Manchu), regia di Charles Brabin e, non accreditato, Charles Vidor (1932)
- Rasputin e l'imperatrice (Rasputin and the Empress), regia di Richard Boleslavsky e, non accreditato, Charles Brabin (1932)
- La buona terra (The Good Earth), regia di Sidney Franklin (1937)
- Il mago di Oz (The Wizard of Oz), regia di Victor Fleming (1939)
- Il ritorno del kentuckiano (The Fighting Kentuckian), regia di George Waggner (1949)
- Guerra di sessi (Borderline), regia di William A. Seiter (1950)